# یواس‌اس ببیت (دی‌دی-۱۲۸)
یواس‌اس ببیت (دی‌دی-۱۲۸) (به انگلیسی: USS Babbitt (DD-128)) یک کشتی بود که طول آن ۹۵٫۸۳ متر (۳۱۴٫۴ فوت) بود. این کشتی در سال ۱۹۱۸ ساخته شد.